# 199. Infanterie-Division (Wehrmacht)
Die 199. Infanterie-Division (Wehrmacht) war eine deutsche Infanteriedivision im Zweiten Weltkrieg.

## Geschichte

### Aufstellung
Die Division wurde am 1. November 1940 im Rahmen der 7. Aufstellungswelle in Norwegen aufgestellt.  Hierzu wurden Truppenteile der zu dieser Zeit in Norwegen stehenden Divisionen (69., 163., 181., 916 und 214.) verwendet. Die Aufstellung erfolgte später als bei den anderen Divisionen der 7. Welle. Der Stab entstand aus dem Stab des Kommandeur rückwärtiges Armeegebiet Norwegen (Feldkommandantur 673).
Ihre Infanterieregimenter erhielten die Nummern 341, 345 und 357 und die Divisionstruppen die Nummern 199.
- Infanterie-Regiment 345 kam vollständig von der 196. ID
- Infanterie-Regiment 341 stammte mit dem Stab und dem I. und II. Bataillon von der 163. ID, während das III. Bataillon von 181. ID kam
- Infanterie-Regiment 357 kam mit Stab und III. Bataillon von der 69. ID und das I. und II. Bataillon von der 214. ID
- Artillerie-Regiment 199 erhielt den Stab von der 214. ID und Abteilungen und Batterien von den Divisionen 196, 181 und 69

### Besatzungstruppe Norwegen
Die Division war nach der Aufstellung sehr lange ausschließlich im Raum Narvik stationiert.
Zeitweise war die Panzerjäger-Abteilung 463 der Division unterstellt.

### Abgabe eines Regiments und einer Artillerie-Abteilung
Zum 1. Juni 1942 gab die Division einen Teil der eigenen Truppen an die 270. Infanterie-Division in Tromsö ab.
Das Regiment und die Artillerieabteilung wurden nicht ersetzt.

### Verlegung nach Brandenburg
Die Division wurde Ende April 1945 nach Brandenburg verlegt.

### Kapitulation
Im Raum Brandenburg geriet die Division im Mai 1945 größtenteils in sowjetische Kriegsgefangenschaft. Ein Teil der Divisionstruppen gelangte über Havelberg in amerikanische Gefangenschaft.

## Kommandeure
- Generalleutnant Hans von Kempski (1883–1970): von Oktober 1940 bis März 1942
- Generalleutnant Wilhelm Raithel (1894–1960): von April 1942 bis August 1943
- Generalleutnant Walter Wißmath (1893–1972): von August 1943 bis Juni 1944
- Generalleutnant Helwig Luz (1892–1980): von Juni 1944 bis Mai 1945